# コッシニャーノ
コッシニャーノ（伊: Cossignano）は、イタリア共和国マルケ州アスコリ・ピチェーノ県にある、人口約900人の基礎自治体（コムーネ）。

## 地理

### 位置・広がり
アスコリ・ピチェーノ県のコムーネ。県都アスコリ・ピチェーノから北北東へ17kmの距離にある。

#### 隣接コムーネ
隣接するコムーネは以下の通り。
- カラッサーイ
- カスティニャーノ
- モンタルト・デッレ・マルケ
- オッフィダ
- リパトランソーネ

### 気候分類・地震分類
コッシニャーノにおけるイタリアの気候分類 (it) および度日は、zona E, 2108 GGである。
また、イタリアの地震リスク階級 (it) では、zona 2 (sismicità media) に分類される。